# Nieuport 17

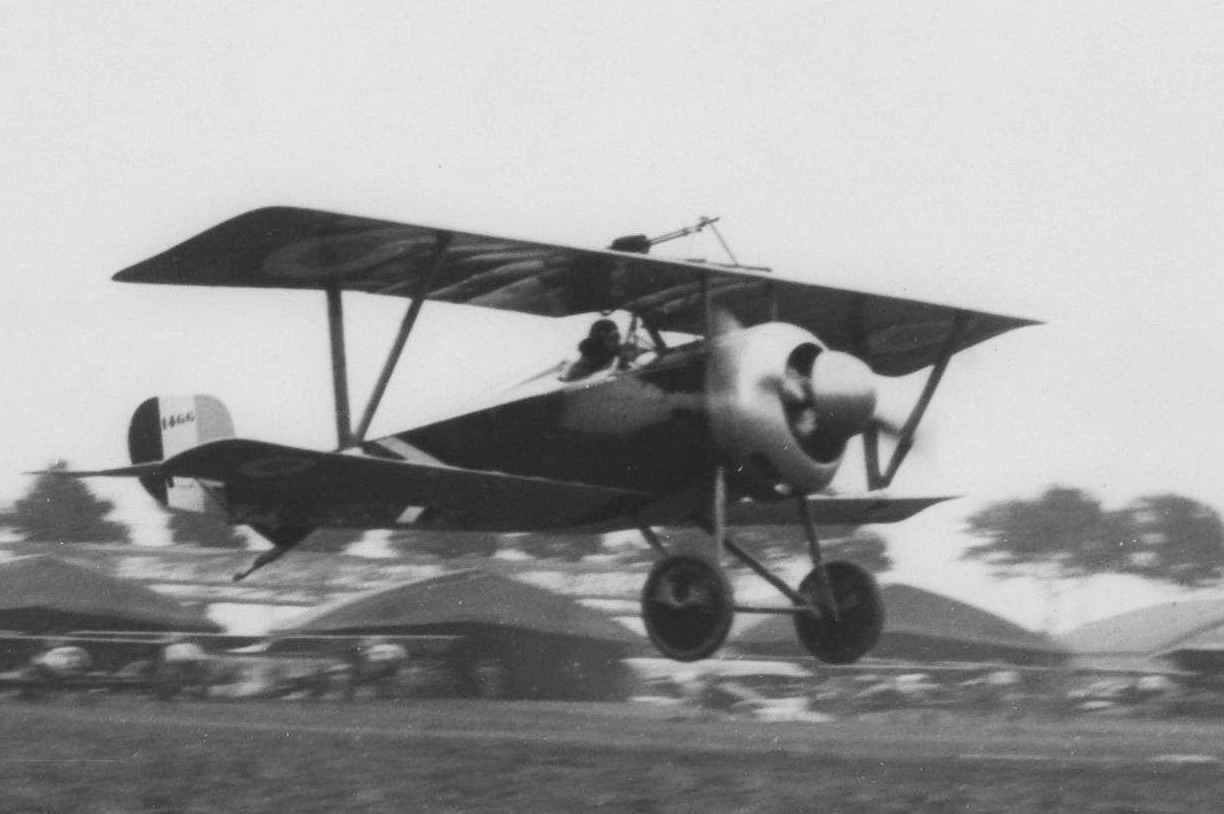
Eerste type 17 met propeller-cone

De Nieuport 17 was een eenmotorig jachtvliegtuig in de Eerste Wereldoorlog dat door de Franse Vliegtuigenfabriek Nieuport werd geproduceerd. Het Sesquiplane (anderhalfdekker) vliegtuig had een krachtiger motor en was wendbaarder dan zijn voorgangers. Het was uitgerust met een Lewis machinegeweer en soms een Vickers gesynchroniseerd machinegeweer. De eerste vlucht was in maart 1916. Er zijn ruim 3600 exemplaren geproduceerd.

## Ontwerp en Historie
De Nieuport 17 was een doorontwikkeling van eerdere Nieuport-ontwerpen, zoals de Nieuport 11 en de Nieuport 16. Het toestel had een grotere spanwijdte en een versterkte romp in vergelijking met zijn voorgangers. Aanvankelijk werd het uitgerust met een Le Rhône 9J-motor van 110 pk, maar latere versies kregen de krachtigere Clerget 9B van 130 pk. Een kenmerkend aspect van het ontwerp was de montage van een Lewis-machinegeweer op de bovenste vleugel. In sommige gevallen werd een gesynchroniseerde Vickers-machinegeweer aan de romp toegevoegd.
De anderhalfdekker-configuratie, met een brede bovenste vleugel en een smalle onderste vleugel, zorgde voor een lage luchtweerstand en uitstekende manoeuvreerbaarheid, hoewel dit ten koste ging van de sterkte bij hoge snelheden, er kon dan hevige flutter in de onderste vleugel ontstaan, waarna de vlieger onmiddellijk snelheid diende te minderen.

## Operationeel gebruik
De Nieuport 17 kwam op 2 mei 1916 in dienst bij het Franse Escadrille N57 en werd al snel een favoriet onder geallieerde piloten. Bekende vliegende azen zoals de Brit Albert Ball, die 44 vijandelijke toestellen neerschoot, en de Fransman Georges Guynemer behaalden aanzienlijke successen met dit toestel. De Britse piloot William Bishop vestigde eveneens zijn reputatie als aas met de Nieuport 17.
Het toestel werd ook in licentie geproduceerd, onder meer door het Italiaanse Nieuport-Macchi en de Russische vliegtuigbouwer Dux. De Duitsers kopieerden het ontwerp zelfs gedeeltelijk met de Siemens-Schuckert D.I. Tegen medio 1917 werd de Nieuport 17 echter ingehaald door nieuwere ontwerpen zoals de SPAD S.VII en de Albatros D.III, hoewel het nog enige tijd als trainingsvliegtuig en in secundaire rollen werd gebruikt.
De Nieuport 17 wordt beschouwd als een zeer succesvolle jager in de vroege oorlogsjaren en markeerde een belangrijke stap in de evolutie van luchtgevechten. Na de oorlog verdween het snel uit actieve dienst, maar het ontwerp beïnvloedde latere Nieuport-vliegtuigen, zoals de Nieuport 28. Tegenwoordig zijn er enkele replica’s en gerestaureerde exemplaren te zien in luchtvaartmusea.